# Duadicus
Duadicus (лат.) — род клопов из семейства древесных щитников. Эндемик Австралии.

## Описание
Длина тела около 1 см. От близких родов отличается следующими признаками: Параклипеи не вогнуты или слабо вогнуты медиально, не выступают за передний конец антеклипеуса; 1-й усиковый сегмент значительно превосходит передний конец 
головы; рострум достигает середины средних тазиков, задний конец 1-го сегмента на уровне передних границ глаз; максиллярный бугорок отсутствует. Отверстие-носик ароматической железы короткий и овальный, занимающий одну треть или меньше ширины метаплеврона. Пронотум с 2 парами отростков, переднелатеральная пара довольно хорошо развита, короче заднелатеральной пары. Пронотум бороздчатый медиально, борозда окаймлена приподнятыми боковыми областями, образующими отчетливые противоположные створки. Антенны 5-члениковые. Лапки состоят из двух сегментов. Щитик треугольный и достигает середины брюшка, голени без шипов.
- Duadicus namyatovae Wang, Liu & Cassis, 2013[7]
- Duadicus pallidus Dallas, 1851